# The Princess (2022, Le-Van Kiet)
The Princess ist ein US-amerikanischer historischer Actionfilm aus dem Jahr 2022 von Le-Van Kiet. Die titelgebende Hauptrolle hat Joey King inne. Der Film erschien in den Vereinigten Staaten am 1. Juli 2022 auf dem Video-on-Demand-Portal Hulu, während er in Deutschland am 22. Juli 2022 auf Disney+ veröffentlicht wurde.

## Handlung
Da es keinen männlichen Erben gibt, soll die Prinzessin den fiesen Lord Julius heiraten. Sie lässt ihn jedoch in letzter Sekunde vor dem Traualtar stehen. Aus Rache überfällt Julius kurzerhand das Reich ihrer Eltern, nimmt den Hofstaat gefangen und sperrt die Prinzessin in den höchsten Turm des Schlosses, um doch noch an die Krone zu kommen. Als die Prinzessin wieder zu sich kommt und das ganze Ausmaß sieht, nimmt sie den Kampf gegen Julius und dessen Geliebte Moira auf. Sie überwältigt ihre Wärter und kämpft sich Etage für Etage nach unten.
Auf ihrem Weg muss sie mehrere Söldner töten, weshalb Julius und Moira schließlich alarmiert werden und ihr weitere Männer entgegen schicken. Die Prinzessin weicht ihren Verfolgern aus und trifft auf Linh, die der Plünderung des Schlosses entkommen ist und sich ihr in ihrem Kampf anschließt. Während sie versuchen, die Kanalisation und von dort aus die Kerker zu erreichen, sind sie gezwungen, gegen Moira zu kämpfen, und Linh bleibt zurück, um sie aufzuhalten. Die Prinzessin befreit ihre Familie, aber sie und Linh werden gefangen genommen und zu Julius gebracht. Als sie sich ihm weiterhin widersetzt, beschließt Julius, seinen Anspruch auf den Thron zu festigen, indem er stattdessen Violet, die jüngere Schwester der Prinzessin, heiratet. Als sich die Prinzessin wehrt, wird sie zum Ertrinken in den nahe gelegenen See des Schlosses geworfen, während Linh und Violet durch eine Geheimtür entkommen.
Die Prinzessin überlebt den Anschlag und schleicht sich ins Schloss zurück, wo sie sich wieder mit Linh und Violet vereint. Die drei Damen rüsten sich in einem geheimen Waffenraum aus. Während die Prinzessin und Linh gegen die Söldner kämpfen, befreit Violet Linhs Onkel Khai. Kurz darauf wird Violet gefangen genommen. Linh wird im Kampf gegen Julius verwundet, aber die Prinzessin tötet Moira und verwickelt Julius in einen Zweikampf. Im richtigen Moment kann ihn die Prinzessin töten. Überzeugt von der Stärke und Hingabe seiner Tochter, macht der König die Prinzessin zur Thronfolgerin und erlässt ein Gesetz, das es den Frauen im Königreich erlaubt, ihren eigenen Weg im Leben zu wählen.

## Hintergrund
Ende Oktober 2020 erwarben die 20th Century Studios die Rechte an Ben Lustigs und Jake Thorntons’ Drehbuch The Princess mit Hulu als Distributor. Die Hauptrolle der Prinzessin ging an Joey King, die auch als Produzentin des Filmes fungiert. Als Regisseur wurde Le-Van Kiet verpflichtet.
Gedreht wurde im August und September 2021 auf einer Burg in der Nähe von Sofia, Bulgarien.
Der Film wurde am 1. Juli 2022 auf dem Streamingdienst Hulu veröffentlicht. In Deutschland und anderen Ländern erschien der Film am 22. Juli 2022 bei Disney+.

## Synchronisation
Die deutschsprachige Synchronisation entstand unter der Dialogregie von Sebastian Schulz und nach einem Dialogbuch von Lioba Schmid durch die Synchronfirma Lavendelfilm in Potsdam.
| Rolle          | Darsteller       | Synchronsprecher   |
| -------------- | ---------------- | ------------------ |
| Die Prinzessin | Joey King        | Alice Bauer        |
| Julius         | Dominic Cooper   | Robin Kahnmeyer    |
| Moira          | Olga Kurylenko   | Antje Thiele       |
| Linh           | Veronica Ngo     | Jill Böttcher      |
| Der König      | Ed Stoppard      | Peter Flechtner    |
| Die Königin    | Alex Reid        | Ulrike Stürzbecher |
| Kurr           | Fergus O’Donnell | Fabian Heinrich    |

## Rezeption

### Kritiken
Auf dem Rezensionsaggregator Rotten Tomatoes hat der Film eine Zustimmungsrate von 61 % basierend auf 85 Rezensionen mit einer durchschnittlichen Bewertung von 5,40/10.  Auf Metacritic hat es eine Punktzahl von 43 von 100 basierend auf 18 Kritiken, was auf „gemischte oder durchschnittliche Bewertungen“ hinweist.
Julius Vietzen von Filmstarts.de gab dem Film 3,5 von 5 Sternen und urteilte, dass sich die Prinzessin „vor John Wick und Co. nicht zu verstecken“ brauche. Das Lexikon des internationalen Films gab ebenfalls 3,5 von 5 Sternen und resümiert:„Feministisches Action-Märchen, das sich als inhaltlich schlichter, aber durch die kreativen Kampfchoreografien und einen lakonisch-schwarzhumorigen Tonfall durchaus herzhafter Angriff auf den Machismo entfaltet.“

### Auszeichnungen
Critics’ Choice Super Awards 2023
- Nominierung als Beste Schauspielerin in einem Actionfilm (Joey King)[9]